# Кочела (град, Калифорния)
Кочела (на английски: Coachella) е град в окръг Ривърсайд, щата Калифорния, САЩ. Кочела е с население от 22724 жители (2000) и обща площ от 83 km². Намира се на -20,74 m надморска височина. ЗИП кодовете му са 92236, а телефонният му код е 760.